# 白石葛
白石葛（しろいしくず）は、宮城県白石市で採取・栽培される葛やその製品である葛粉である。白石市を代表する特産品三品を指す白石三白の一つ。小原の寒葛（おばらのかんくず）とも言われる。
昭和20年代には年間およそ2,000kg程を生産していたが、戦後、杉などの植林が推進されたことで山に自生していた良質な葛が減少し、さらに高齢化に伴い葛を生産できる人や良質な葛であるかどうかを見定められる人が少なくなったことで生産量減少に拍車がかかった。
現在は小原地区寒葛生産組合により少量ながら栽培されており、「小原の寒くず」の名称で地元飲食店に卸されている。